# تاکسلانت
تاکسلانت (به عربی: تاکسلانت) یک شهرداری در الجزایر است که در استان باتنه واقع شده‌است.